# Cephalophyllum niveum
Cephalophyllum niveum är en isörtsväxtart som beskrevs av L. Bol. Cephalophyllum niveum ingår i släktet Cephalophyllum och familjen isörtsväxter. Inga underarter finns listade i Catalogue of Life.